# Tai Hu
Tai Hu (chiń. 太湖; pinyin Tài Hú) – jezioro w prowincji Jiangsu we wschodniej części Chińskiej Republiki Ludowej. Jest to trzecie pod względem wielkości jezioro słodkowodne Chin.
Jego powierzchnia to 2,42 tys. km², objętość ok. 5 km³, a maksymalna głębokość to niecałe 5 m. Położone jest na wysokości 3 m n.p.m.
Uważa się, że jezioro to było w przeszłości laguną, która w holocenie została odcięta od morza. Istnieje hipoteza, że w dewonie w rejon dzisiejszego jeziora uderzył meteoryt tworząc krater uderzeniowy, którego ślady są wciąż zachowane.
Jezioro Tai Hu jest połączone z rzeką Jangcy oraz Wielkim Kanałem. Służy jako naturalny zbiornik retencyjny do nawadniania pól ryżowych, rybołówstwa oraz żeglugi.